# Genii Capital
Genii Capital – luksemburska firma inwestycyjna.
Prezesem spółki jest Eric Lux, Gérard Lopez jest kluczowym członkiem zarządu.
W dniu 16 grudnia 2009 roku ogłoszono, że Genii Capital zakupiło większościowy pakiet udziałów we francuskim zespole Renault F1 Team, który uczestniczy w zawodach Formuły 1.
7 stycznia 2010 roku ogłoszono, że Genii to „wielka pomoc pieniężna” dla szwedzkiego producenta samochodów Saab Automobile. Według rzecznika Genni, Larsa Carlstroema „To prawdziwa okazja”, Saab jest silną marką, taką jak Porsche i BMW.